# Kajakarstwo na Letnich Igrzyskach Olimpijskich 1952
Wyniki zawodów w kajakarstwie na Letnich Igrzyskach Olimpijskich 1952. Do zawodów przystąpiło 159 zawodników (146 mężczyzn i 13 kobiet) z 21 krajów. Zawody rozgrywane były na Töölö Rowing Stadium w Helsinkach. Najwięcej medali w konkurencjach kajakarskich zdobyli reprezentacji gospodarzy – 6 medali (4 złote, 1 srebrny i 1 brązowy).

## Medaliści

### Mężczyźni
| Konkurencja            | Złoto                                     | Czas    | Srebro                                       | Czas    | Brąz                                    | Czas    |
| C-1 1000 m szczegóły   | Josef Holeček                             | 4:56,3  | János Parti                                  | 5:03,6  | Olavi Ojanperä                          | 5:08,5  |
| C-1 10 000 m szczegóły | Frank Havens                              | 57:41,1 | Gábor Novák                                  | 57:49,9 | Alfréd Jindra                           | 57:53,1 |
| C-2 1000 m szczegóły   | Dania · Bent Peder Rasch · Finn Haunstoft | 4:38,3  | Czechosłowacja · Jan Brzák · Bohumil Kudrna  | 4:42,9  | RFN · Egon Drews · Wilfried Soltau      | 4:48,3  |
| C-2 10 000 m szczegóły | Francja · Georges Turlier · Jean Laudet   | 54:08,3 | Kanada · Kenneth Lane · Donald Hawgood       | 54:09,9 | RFN · Egon Drews · Wilfried Soltau      | 54:28,1 |
| K-1 1000 m szczegóły   | Gert Fredriksson                          | 4:07,9  | Thorvald Strömberg                           | 4:09,7  | Louis Gantois                           | 4:20,1  |
| K-1 10 000 m szczegóły | Thorvald Strömberg                        | 47:22,8 | Gert Fredriksson                             | 47:34,1 | Michael Scheuer                         | 47:54,5 |
| K-2 1000 m szczegóły   | Finlandia · Kurt Wires · Yrjö Hietanen    | 3:51,1  | Szwecja · Lars Glassér · Ingemar Hedberg     | 3:51,1  | Austria · Max Raub · Herbert Wiedermann | 3:51,4  |
| K-2 10 000 m szczegóły | Finlandia · Kurt Wires · Yrjö Hietanen    | 44:21,3 | Szwecja · Gunnar Åkerlund · Hans Wetterström | 44:21,7 | Węgry · Ferenc Varga · József Gurovits  | 44:26,6 |

### Kobiety
| Konkurencja         | Złoto       | Czas   | Srebro            | Czas   | Brąz        | Czas   |
| K-1 500 m szczegóły | Sylvi Saimo | 2:18,4 | Gertrude Liebhart | 2:18,8 | Nina Sawina | 2:21,6 |

## Klasyfikacja medalowa
| Klasyfikacja medalowa | Klasyfikacja medalowa | Klasyfikacja medalowa | Klasyfikacja medalowa | Klasyfikacja medalowa | Klasyfikacja medalowa |
| --------------------- | --------------------- | --------------------- | --------------------- | --------------------- | --------------------- |
| Miejsce               | Reprezentacja         | Złoto                 | Srebro                | Brąz                  | Razem                 |
| 1.                    | Finlandia             | 4                     | 1                     | 1                     | 6                     |
| 2.                    | Szwecja               | 1                     | 3                     | -                     | 4                     |
| 3.                    | Czechosłowacja        | 1                     | 1                     | 1                     | 3                     |
| 4.                    | Francja               | 1                     | -                     | 1                     | 2                     |
| 5.                    | Dania                 | 1                     | -                     | -                     | 1                     |
| 5.                    | Stany Zjednoczone     | 1                     | -                     | -                     | 1                     |
| 7.                    | Węgry                 | -                     | 2                     | 1                     | 3                     |
| 8.                    | Austria               | -                     | 1                     | 1                     | 2                     |
| 9.                    | Kanada                | -                     | 1                     | -                     | 1                     |
| 10.                   | RFN                   | -                     | -                     | 3                     | 3                     |
| 11.                   | ZSRR                  | -                     | -                     | 1                     | 1                     |